# Anoplophilus hyonosenensis
Anoplophilus hyonosenensis är en insektsart som beskrevs av Ishikawa, H. 2002. Anoplophilus hyonosenensis ingår i släktet Anoplophilus och familjen grottvårtbitare. Inga underarter finns listade i Catalogue of Life.